# Авалішвілі Зураб Давидович
Зураб Давидович Авалішвілі (груз. ზურაბ დავითის ძე ავალიშვილი; 1876, Тифліс — 21 травня 1944, Шварценфельд, нацистська Німеччина) — видатний грузинський історик, дипломат і юрист, що служив при Грузинській Демократичній Республіці.

## Біографія
Зураб Авалішвілі народився в 1876 році в Тифлісі, представник князівського роду Авалішвілі.
В 1900 році закінчивши Санкт-Петербурзький університет із золотою медаллю і ступенем у юриспруденції, подальшу освіту продовжив у Сорбонні в 1901—1903 роках. У 1917 році Авалішвілі обраний в установчі збори, однак він запропонував свої послуги Грузинській Демократичній Республіці. Після повернення до Грузії в 1918 році Авалішвілі став головним радником у закордонних справах.
У той же час Авалішвілі взяв участь у створенні відкритого в лютому 1918 року Грузинсского державного університету, в якому викладав у 1918—1921 роках.

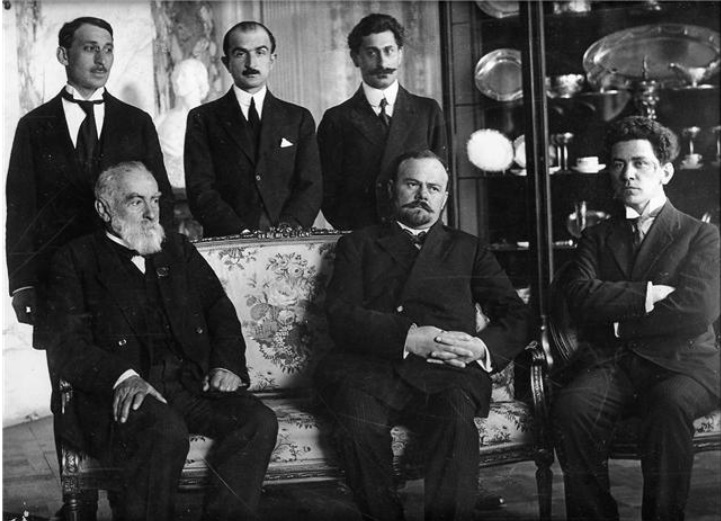
Члени грузинської дипломатичної делегації в Берліні, 1918 рік. Стоять, зліва-направо: Спиридон Кедія, Георгій Мачабелі і Михайло Церетелі. Сидять, зліва-направо: Ніко Ніколадзе, Акакі Чхенкелі і Зураб Авалішвілі

Отримавши юридичну освіту, Зураб Авалішвілі зробив значний внесок у створенні Конституції Грузії. Як головний дипломат Грузії, Авалішвілі домігся встановлення близьких відносин з Німеччиною, що призвело до визнання останньою суверенітету Грузинської Демократичної Республіки. Авалішвілі представляв Грузію на мирній конференції в Парижі в 1919 році, де відстояв споконвічну приналежність земель Західної Грузії Грузинській Демократичній Республіці і виступив проти поділу області Батумі на три частини і оголошення міста Батумі вільним містом, яким могли б користуватися всі країни під контролем Ліги Націй.
Після радянізації Грузії Авалішвілі емігрував до Німеччини, де став одним із засновників Грузинської Асоціації в Німеччині, працював у редакціях журналів Георгіка і Бізантіон. Написав безліч статей про Кавказ, історію та літературу Грузії, дипломатії та багато іншого.
Помер у 1944 році у німецькому місті Шварценфельд. У травні 1993 року його останки були повернуті до Грузії і поховані в Дідубійському пантеоні державних і громадських діячів у Тбілісі.

## Твори
- Авалов З. Д. Присоединение Грузии к России. — СПб.: Тип. А. С. Суворина, 1901. на сайте Руниверс (Repr. New York: Chalidze Publications, 1981)
- Авалов Зураб. Областные сеймы (федерализм. Отт. из кн. «Конституционное государство». Сб. ст. Изд. I. СПБ. 1905, с. 273—312
- Авалов Зураб. Независимость Грузии в международной политике 1918—1921 гг.: Воспоминания. Очерки. [Архівовано 7 жовтня 2021 у Wayback Machine.] — Париж, 1924
- ზ. ავალიშვილი, ჯვაროსანთა დროიდან (ოთხი საისტორიო ნარკვევი), პარიზი, 1929 [Архівовано 6 жовтня 2021 у Wayback Machine.] (მე-2 გამ. თბ., 1989)
- ზურაბ ავალიშვილი, სოციალისტური პროპაგანდის წარმატება საქართველოში / ზურაბ ავალიშვილი ; თარგმნ. დ. აბაშიძემ // ჩვენი მწერლობა. — თბილისი, 2008. — აგვისტო. — N16(68). — გვ.2—4
- ზურაბ ავალიშვილი, «საქართველოს დამოუკიდებლობის» წინასიტყვაობა: ერი და ბედისწერა; ინგლ. თარგმნა დ. აბაშიძემ // ჩვენი მწერლობა. — თბილისი, 2009. — ISSN: 1987-7730